# В'янда (комуна)
 В'янда  — одна з комун найбільшої провінції Бурунді, Бурурі.. Центр — однойменне містечко В'янда. Тут знаходиться 16 «колін, пагорбів» (colline).